# Патрік Чен
Па́трік Чен (Patrick Chan *31 грудня 1991, Оттава, Канада) — канадський фігурист, що виступає в одиночному чоловічому катанні;триразовий чемпіон Канади з фігурного катання (2008—10, поспіль), переможець Чемпіонату Чотирьох Континентів з фігурного катання 2009 року, срібний призер першостей світу з фігурного катання серед дорослих 2009 року і серед юніорів 2007 року, на дебютній «домашній» Ванкуверській Зимовій Олімпіаді став 5-м.

## Біографія
Патрік Чен є канадцем китайського походження. Його національне (китайське) і'мя — Чень Вейцюнь (кит.: 陳偉群). Батько Патріка, Льюїс, емігрував з Гонконгу до Канади ще дитиною, а мати, Карен, переїхала також з Гонконгу в 20-річному віці. Патрік вчився у франкмовній школі, таким чином, він володіє англійською, французькою і китайською мовами.

## Кар'єра
Патрік почав кататися на ковзанах у 5-річному віці. 
Першим великим успіхом юного фігуриста була перемога на Чемпіонаті Канади з фігурного катання серед дітей (англ. Novice) в 2004 році. У 2005 році він виграв уже Чемпіонат Канади з фігурного катання серед юніорів, що дало йому право виступити на Чемпіонаті світу з фігурного катання серед юніорів цього року, де він посів 7-е місце. На цьому турнірі він, 14-річний, був наймолодшим зі змагальників. 
У сезоні 2005/2006 Чан дебютував на юніорському Гран-прі. Він виграв золоту медаль на етапі в Монреалі і був четвертим на етапі в Словаччині. Т.ч. він кваліфікувався до Фіналу юніорського Гран-прі, де став 5-м. В тому ж році він виступив на дорослому Чемпіонаті Канади з фігурного катання, де посів 7-е місце. На Чемпіонаті світу з фігурного катання серед юніорів він став шостим.
Попри те, що вік дозволяв йому виступати і далі на юніорському рівні, в сезоні 2006/2007 Патрік вирішив випробувати свої сили у «дорослих» етапах серії Гран-прі. На турнірі серії «Trophee Eric Bompard» він став п'ятим, а на «NHK Trophy» — сьомим.
У січні 2007 року Чен став п'ятим на Чемпіонаті Канади з фігурного катання в Галіфаксі. Це дозволило йому втретє вирушити на юніорську першість планети з фігурного катання, де Чан виборов срібло, ставши першим канадцем-одиночником з 1984 року, який виграв медаль цього турніру.

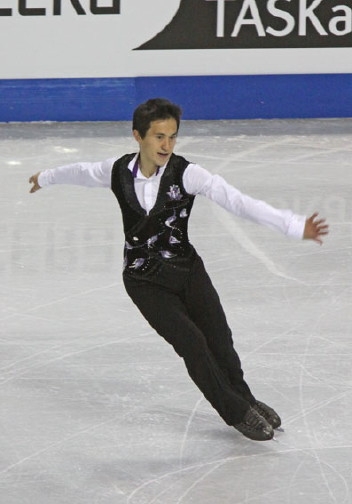
П.Чан під час виконання короткої програми на Чемпіонаті Чотирьох Континентів 2009 року

У сезоні 2007/2008 Чан став першим на етапі Гран-прі «Trophée Eric Bompard» і третім на «NHK Trophy». В Фіналі Гран-прі з фігурного катання П.Чен посів 5-у позицію. Після того він уперше в своїй спортивній кар'єрі виграв національну першість Канади з фігурного катання, ставши таким чином у 17-річному віці наймолодшим переможцем за всю історію проведення цих змагань.
У 2008 році Чен брав участь у Чемпіонаті світу з фігурного катання — відкатавшись з 7-м результатом у короткій програмі і 11-м у довільній, він зрештою посів 9-е місце.
Сезон 2008/2009 Патрік розпочав з перемоги на етапі Гран-прі «Skate Canada»-2008, потім виграв етап «Trophée Eric Bompard», кваліфікувавшись до Фіналу Гран-прі з фігурного катання сезону 2008/2009, де знову фінішував 5-м. На Чемпіонаті Канади з фігурного катання 2009 року Патрік Чен спромігся відстояти свій чемпіонський титул. Після того фігурист став переможцем Чемпіонату Чотирьох Континентів з фігурного катання 2009 року, випередивши найближчого суперника — Евана Лисачека більше ніж на 12 балів, що викликало значні суперечки серед фахівців, адже Чан дотепер не включає у свої програми престижні четверні стрибки. На Чемпіонат світу з фігурного катання 2009 року в Лос-Анджелесі фактично повторилась дуель попереднього Чемпіонату Чотирьох Континентів цього ж року — але цього разу сильнішим виявився Е. Лисачек, а Патрік Чкн виборов срібло світової першості з фігурного катання 2009 року (його перша в кар'єрі медаль цих турнірів). 
У сезоні 2009/2010 Патрік Чен був заявлений для виступів у 2 етапах серії Гран-Прі — але з «Rostelecom Cup»—2009 знявся через проблеми зі здоров'ям, а на «рідному» «Skate Canada International»—2009 фінішував лише на 6-му місці. Потому в січні 2010 року виграв Національну першість Канади з фігурного катання, набравши за сумою оцінок прокатів короткої та довільної програм 268.02, встановивши, таким чином новий рекорд балів Чемпіонатів Канади з фігурного катання, і обійшовши срібного призера першості Вона Чіпера на 45.92 бали. На «домашній» Ванкуверській Зимовій Олімпіаді у лютому 2010 року у змаганнях одиночників невдало відкатав коротку програму (7-й результат), виправився у довільній (4-й результат), і зрештою посів 5-е місце Олімпійських ігор (дуже високе для дебютанта).

### Тренери
Першим тренером Патріка був Осборн Колсон, що працював з ним багато років поспіль аж до своєї смерті в липні 2006 року (Колсону було на той час 90 років). Чан перейшов до Шин Амане, продовжуючи тренування на тій же ковзанці, однак співпраця з цим фахівцем тривала тільки півроку.
У сезоні 2008/2009 Патрік тренувався у Флориді в Дон Лауса і в Торонто, де проживає постійно, в Еллен Буркі.

## Стиль катання
Патрік Чан насамперед відомий високою майстерністю катання, зокрема, вмінням володіти коником і естетикою своїх програм. Він здатний виключно плавно ковзати по льоду, катаючись на краях лез ковзанів, а не самих лезах. Патрік відзначав, що він здатний дуже швидко набирати потрібну швидкість, і завдяки цьому йому вдається виконувати з коротким заходом навіть четверні стрибки. Інші ж спортсмени іноді змушені проїхати всю ковзанку для підготовки до виконання «четверні». Всі програми канадця рясніють сполучними елементами. Іншим фактом, що підтверджує майстерність катання Чана, є його здатність на відміну від інших фігуристів проїхати половину ковзанки на одній нозі, а також виконувати великі криві лінії. Так, на чемпіонаті світу в Москві він виконав доріжку кроків, повністю проїхавши ковзанку на одній нозі. Все це є факторами фігурного катання, які оцінюються суддями в другій оцінці.
Патрік - перш за все виконавець, а не стрибун. Він живе рухом на льоду, мабуть, тому й повернувся в спорт. Дивитися, як він катається - для тренера щастя
Патрік багато працює, щоб досягти подібного рівня катання. Спочатку він уникав включення четверні стрибків у свої програми, проте в кінці 2010 року додав до свого активу четверний тулуп і став лідером світового фігурного катання. Сам фігурист зазначив, що цей стрибок крім високої базової вартості елемента допомагає набути впевненості в собі. Проте, інший складний елемент - потрійний аксель - завжди був проблемою для Патріка, що притаманне багатьом фігуристам, які головний акцент роблять на компоненти. Наприклад, срібний призер Олімпіади в Турині швейцарець Стефан Ламб'єль часто і зовсім не виконував потрійний аксель, обмежуючись подвійним, зате у виконанні обертань йому не було рівних. Через часті помилок в стрибкових елементах Чана часто критикують його конкуренти, а також оглядачі спортивних ЗМІ: після перемоги з двома падіннями на домашньому чемпіонаті світу став використовуватися термін «Chanflation», що позначає перевагу за рахунок другої оцінки при грубих помилках в техніці. Однак інший канадський фігурист Джеффрі Баттл, який є хореографом Патрика, припустив, що такі заяви роблять неконкурентноспроможною фігуристи, а у самого Баттла від одного тільки перегляду катання Патріка Чана починають боліти ноги.

## Спортивні досягнення
| Змагання/Сезони                                     | 2003/2004 | 2004/2005 | 2005/2006 | 2006/2007 | 2007/2008 | 2008/2009 | 2009/2010 |
| --------------------------------------------------- | --------- | --------- | --------- | --------- | --------- | --------- | --------- |
| Зимові Олімпійські ігри                             |           |           |           |           |           |           | 5         |
| Чемпіонати світу з фігурного катання                |           |           |           |           | 9         | 2         |           |
| Чемпіонати Чотирьох Континентів з фігурного катання |           |           |           |           |           | 1         |           |
| Чемпіонати світу з фігурного катання серед юніорів  |           | 7         | 6         | 2         |           |           |           |
| Чемпіонати Канади з фігурного катання               | 1N.       | 1J.       | 7         | 5         | 1         | 1         | 1         |
| Фінали Гран-прі з фігурного катання                 |           |           |           |           | 5         | 5         |           |
| Етапи Гран-прі: «Trophée Eric Bompard»              |           |           |           | 5         | 1         | 1         |           |
| Етапи Гран-прі: «Skate Canada»                      |           |           |           |           |           | 1         | 6         |
| Етапи Гран-прі: «Skate America»                     |           |           |           |           | 3         |           |           |
| Етапи Гран-прі: «NHK Trophy»                        |           |           |           | 7         |           |           |           |
| Фінали юніорського Гран-прі                         |           |           | 5         |           |           |           |           |
| Етапи юніорського Гран-прі, Монреаль                |           |           | 1         |           |           |           |           |
| Етапи юніорського Гран-прі, Словаччина              |           |           | 4         |           |           |           |           |

- N = дитячий рявень; J = юніорський рівень

## Виноски
1. ↑  Чен виграє канадський титул; Чіпер фінішує другим(англ.) // CTV Olympics за 17 січня 2010 року